# Суперсид
Суперсид (англ. Super-seeding) — спеціальний режим роздачі в деяких BitTorrent-клієнтах. Програмний алгоритм, що включається, намагається мінімізувати кількість даних, яку віддасть сид (учасник BitTorrent-мережі, що роздає фрагменти наявного у нього цілого файлу) до появи першого скачаного файлу повністю іншим учасником мережі. Зменшення цієї кількості даних може заощадити сиду його вихідний трафік, а також може зрештою прискорити розповсюдження файлу, якщо швидкість передачі даних сидом мала.
Був запропонований Джоном Хофманом і вперше реалізований у його клієнті Bit Tornado в середині 2003 року.

## Механізм
Клієнт-суперсид пропонує кожному піру завантажити лише один сегмент файлу, якого ще немає в інших пірів. Потім сид не дає цьому піру наступних сегментів, поки не отримає від інших пірів підтвердження, що вони також отримали цей сегмент.
Таким чином, суперсид намагається уникнути повторної віддачі тих самих сегментів, і намагається віддавати сегменти тільки тим пірам, які активно передають їх іншим.
Необхідними умовами ефективності є присутність на роздачі лише одного сиду та наявність хоча б двох (але бажано більше) лічерів, щоб вони могли обмінюватися сегментами.
Суперсид не входить до офіційної специфікації протоколу BitTorrent. Слід зазначити, що його використання клієнтом-суперсидом не вимагає жодної підтримки в інших клієнтах, які беруть участь у роздачі BitTorrent.

## Застосування
Основна мета суперсиду — щоб до появи перших, хто завантажив, роздавальнику довелося якнайменше віддати (зазвичай від 105 % до 120 % від обсягу файлу). Тому суперсид незамінний для тих хто роздає, і які платить за обсяг вихідного трафіку.
Як правило, роздача в суперсиді дозволяє мінімізувати і час, тобто швидше отримати перших, хто завантажив. Однак у деяких випадках включення суперсида може сповільнити поширення файлу. Ефективність застосування в основному залежить від швидкостей віддачі качаючих.
Вмикати режим суперсид не рекомендується качаючим, а також сидам на роздачах, де сидів більше одного.
- ABC
- Anatomic P2P
- BitSpirit
- BitTornado
- BitTorrent
- FatRat
- Halite
- KTorrent
- qBittorrent
- rTorrent — необхідний rtorrent/libtorrent 0.8.2/0.12.2 (рев. 1059) або вище
- Torrentflux
- Tixati
- µTorrent
- Vuze